# رومان دودين
رومان دودين أوبلاست (بالروسية : Роман Андреевич Дудин ؛ مواليد 30 مايو 1992) هو لاعب كرة قدم روسي محترف، اعتبارا من شهر سبتمبر عام 2009، وهو يلعب حاليا في دوري الدرجة الثانية الروسي لنادي نيكا موسكو.